# Champsocephalus esox
Champsocephalus esox — вид окунеподібних риб родини Білокрівкові (Channichthyidae). Вид поширений на півдні Атлантики біля берегів Патагонії, Фолкледських островів та Південної Джорджії на глибині 50-250 м. Тіло завдовжки до 35 см. Живиться дрібною рибою та крилем.